# Batalha do Rio Yalu
A Batalha do Rio Yalu (黃海海戰, lit. Batalha do Mar Amarelo), também chamada de 'Batalha do Yalu', ocorreu em 17 de setembro de 1894. Ela envolveu as marinhas japonesa e chinesa, e foi o maior combate naval da Primeira Guerra Sino-Japonesa. O Rio Yalu forma a fronteira entre a China e a Coreia. Apesar de seu nome, a batalha foi na verdade na boca do rio, no Mar Amarelo. Uma frota japonesa sob o comando do Almirante Sukeyuki Ito estava tentando atrapalhar o desembarque de tropas chinesas protegidas pela frota sob o comando do Almirante Ding Ruchang.
Os combates continuaram por quase um dia. Apesar de ela não ser a primeira batalha envolvendo a tecnologia pré-encouraçado em grande escala (a Batalha de Foochow em 1884 entre França e China a antecedeu), houve lições significantes para os observadores navais.

## Antecedentes
No papel, os chineses tinha navios superiores e possuíam inúmeras armas de montagem de dez e oito polegadas (203 mm). Entretanto, os chineses não se engajaram na prática de tiro previamente, e suas tripulações de artilharia estavam despreparadas para a tensão de atirar em uma guerra. A corrupção parece também ter exercido um grande papel; muitos escudos chineses foram preenchidos de serragem o água, alguns oficiais chineses fugiram da área de combate, um navio parece ter sido usado para armazenar picles, e em pelo menos um caso, um par de armas 10 mm parecem ter sido vendidas no mercado negro.
Nessa época, os japoneses estavam confiantes de suas próprias habilidades. Os chineses, no entanto, ainda tinham um grande número de conselheiros e instrutores. Em particular, o Major do Exército alemão von Hanneken, recentemente vindo da Coreia, foi nomeado como o conselheiro naval do Almirante Ting Ju ch'ang. W. F. Tyler, um sub-tenente da reserva da Marinha Real Britânica e um oficial da Marinha Imperial foi nomeado como assistente de von Hanneken. Philo McGiffen, anteriormente um estandarte da Marinha dos Estados Unidos e um instrutor da academia naval chinesa de Wei-Hai-Wei foi nomeado para a Chen Yuen como um conselheiro ou co-comandante.
Antes da batalha com os japoneses, os navios e armamentos da frota chinesa foram examinados, e os navios repintados. Philo McGiffin notou, nesta hora, que os navios chineses foram pintados de um 'cinza invisível', embora fotografias contemporâneas indicam um casco escuro e uma superestrutura brilhante, então, talvez, apenas a superestrutura branca e os funis amarelos foram repintados de cinza, com o casco permanecendo preto. McGiffen também notou que muitas das cargas tinham 'treze anos de idade e condenados'. Os escudos finos que cobriam as barbetas em alguns navios foram removidos, visto que se descobriu que eles rachavam quando batiam nos escudos. O retorno do Tsi Yuen ao porto depois de uma ação recente com os japoneses destacou alguns desses problemas.

## A batalha
O Almirante Sukeyuki Ito teve sua bandeira no cruzeiro Matsushima com dos navios o escoltando; o Saikyo, comandado pelo Capitão John Wilson da Marinha Britânica; e a canhoneira Akagi. O chefe japonês da Marinha, Almirante Kabayama Sukenori estava em uma inspeção a bordo do Saikyo. O resto do corpo principal consistia de cruzeiros.
Os japoneses avançaram contra os chineses com o esquadrão voador liderando a formação com a partida dos navios do porto do segundo esquadrão onde a capitânia estava. A formação em linha preveniu os couraçados chineses no centro de atirarem pois seus navios companheiros estavam entre eles e seus oponentes nesta hora. Simultaneamente, os navios encouraçados menores e mais leves ficaram expostos a fogo prolongado dos grandes navios de guerra japoneses. Além disso, quando os esquadrões japoneses se dividiram, com o Primeiro Esquadrão Voador virando para o sul da frota de Beiyang enquanto o Esquadrão Principal mais lento permaneceu na frente dos chineses, os navios de guerras principais dos chineses foram forçados a dividirem se fogo entre os dois grupos.
Algumas explicações são dadas ao motivo pelo qual a frota Beiyang não mudou sua formação para reagir às táticas japonesas mais efetivamente. A mais qualificada e corroborada afirma que o Almirante Ting Ju ch'ang mandou que seus navios mudassem sua viagem de um jeito que teria exposto seu navio, a capitânia, mas colocou o resto de seu esquadrão em uma boa posição par atirar na frota japonesa. Entretanto, o capitão do Dingyuan deliberadamente não tomou conhecimento da ordem ou a descumpriu.
O Dingyuan abriu fogo contra os japoneses quando a distância entre os navios era de cerca de 5,5 km. Isso se mostrou ser desastroso (e desnecessário) para a capitânia chinesa.
De acordo com registros de James Allan, um oficial do navio cargueiro de bandeira estadosunidense Columbia, que testemunhou a batalha, afirma que existiam rumores que o Almirante Ting adiou as sugestões dadas pelo Major Von Hannecken. Ele opinou que não era surpreso que os chineses estavam sofrendo tantas perdas se um oficial do exército estava dirigindo uma frota naval. Se esse registro está correto, o Almirante Ting deve ter realizado isso, tendo em vista seus ferimentos.
Toda a frota chinesa abriu fogo contra a frota japonesa quando eles passavam de bombordo a estibordo pelo arco dos navios chineses. Eles falharam em conseguir infligir danos significativos nos japoneses com suas armas de 12 e 8,2 polegadas. A uma distância de 2,7 km os japoneses concentraram seu fogo na direita da linha chinesa, com barragens devastadoras alcançando primeiro Chao Yung e depois Yangwei.
Ambos os navios explodiram em chamas, fato que alguns atribuem à pintura em excesso e verniz aplicado ao longo dos anos. Em qualquer caso, estes navios obsoletos eram navios de casco de madeira coberto com apenas uma camada de metal. Eles não eram páreo para a artilharia moderna japonesa. Os japoneses tinham a intenção de atingir a divisão de voo ao redor do flanco direito da linha chinesa em um cerco, mas a chegada a tempo do Kuang Ping e Pingyuan, juntamente com as duas canhoneiras e navios torpedeiros Lung Fu (construído em Schichau) e o Choi Ti, uma embarcação construída por Yarrow, desviaram desta manobra.
Os cruzadores japoneses rapidamente viraram para o porto e foram encaminhados por Ito para irem para a assistência do Hiei, Saikyo e Akagi, que tinham sido incapazes de manter a linha principal e, em seguida, tinham sido atacados pelos navios do lado esquerdo da linha chinesa. No início da batalha o Dingyuan tinha perdido seu mastro de sinalização, o que ajudou a causar mais confusão entre os navios chineses. A frota chinesa tinha previsto que isso iria ocorrer e dividiu-se em três pares de embarcações para apoio mútuo.
A frota japonesa, por sua vez, devastou os chineses, apesar de uma maior taxa de sucesso de tiro por parte dos chineses, mas com escudos inferiores. Os escudos japoneses deixaram muitos navios chineses em chamas, e foram responsáveis pelo naufrágio ou danos sérios de oito deles, quer durante a batalha ou durante posterior operação de limpeza.

## Após a batalha
Os japoneses afundaram cinco navios de guerra chineses, danificando severamente mais três e mataram cerca de 850 marinheiros chineses, com 500 feridos. O Dingyuan foi o que teve mais baixas entre os navios chineses, com cerca de 14 mortos e 25 feridos.
Os chineses danificaram severamente quatro navios de guerra japoneses - a capitânia Matsushima sofreu a pior perda de um único navio com mais de 100 mortos ou feridos após ser atingido por encouraçados chineses; O Hiei foi severamente danificado e retirou-se dos conflitos; o Akagi sofreu com o fogo pesado e com grande perda de vidas; o Saikyo, instigado pelo Almirante Kabayama Sukenori havia sido atingido por quatro canhoneiras e estava navegando praticamente fora de controle.
O governo chinês colocou a culpa pela derrota chinesa sobre os ombros de vice-rei Li Hongzhang e o Almirante Ding Ruchang. No entanto, em 27 de outubro de 1894, o almirante Freemantle, o Comandante-em-chefe britânico encontrou-se com Ding em Weihaiwei com Ding "ainda afetado pelas queimaduras recebidas na ação Yalu" e descreveu-o como um "valente e patriótico homem".
Apesar dessas avaliações, a Batalha do rio Yalu é lembrada pelos chineses como uma perda humilhante. A Frota Beiyang deixou de existir como uma unidade de combate eficaz, e os japoneses derrotaram a China durante a Guerra Sino-Japonesa.